# 起飛 (新加坡電視劇)
《起飛》，新加坡新傳媒私人有限公司跨年代電視劇，製作單位為哇哇映畫，由李銘順、鄭斌輝、林明倫、鄭秀珍、許美珍及郭舒賢領銜主演，監製為劉健財及謝光華。
此剧于2018年7月15日至9月2日在新傳媒8頻道逢周六至周日16:30－18:30首次周末重播。

## 播出时间

### 首播
| 頻道                   | 所在地   | 播放日期       | 時間                   |
| ---------------------- | -------- | -------------- | ---------------------- |
| Astro双星 Astro双星HD  | 马来西亚 | 2015年10月23日 | 星期一至五 17:00-18:00 |
| 新傳媒8頻道（SD / HD） | 新加坡   | 2015年10月23日 | 星期一至五 21:00-22:00 |
| Astro AEC Astro AEC HD | 马来西亚 | 2016年5月24日  | 星期一至五 20:30-21:30 |

### 重播
| 頻道                   | 国家     | 播出日期       | 重播時間                                    |
| ---------------------- | -------- | -------------- | ------------------------------------------- |
| Astro双星 Astro双星HD  | 马来西亚 | 2015年10月23日 | 星期一至五 21:00-22:00 （与新加坡同步播出） |
| Astro双星 Astro双星HD  | 马来西亚 | 2015年10月23日 | 星期二至五 00:00-01:00 星期六 01:30-02:15   |
| Astro双星 Astro双星HD  | 马来西亚 | 2015年10月24日 | 星期六 06:00-10:00 （五集完整重播）         |
| Astro双星 Astro双星HD  | 马来西亚 | 2015年10月25日 | 星期日 13:00-17:00 （五集完整重播）         |
| Astro双星 Astro双星HD  | 马来西亚 | 2015年10月26日 | 星期一至五 07:00-08:00                      |
| 新傳媒8頻道（SD / HD） | 新加坡   | 2015年10月26日 | 星期一至五 08:00-09:00                      |
| 新傳媒8頻道（SD / HD） | 新加坡   | 2016年11月1日  | 星期一至五 17:30-18:30                      |
| Astro双星 Astro双星HD  | 马来西亚 | 2015年10月26日 | 星期一至五 13:00-14:00                      |
| Astro AEC Astro AEC HD | 马来西亚 | 2016年5月24日  | 星期一至五 23:00-00:00                      |
| Ntv7                   | 马来西亚 | 2017年4月11日  | 星期一至五 18:00-19:00                      |
| 新傳媒8頻道（SD / HD） | 新加坡   | 2018年7月15日  | 星期六至日 16:30-18:30                      |
| 新傳媒8頻道（SD / HD） | 新加坡   | 2022年6月19日  | 星期日 12:00-13:00                          |

## 故事概要
80年代后期，三位热爱新谣的高中生杨毅伟（李銘順　飾）、江楚帆（鄭斌輝　飾）和罗大卫（林明倫　飾）组成了新谣小组《起飞》，后来陆续加入了林美玲（郑秀珍　飾）与王雅芳（许美珍　飾）。当时，楚帆与雅芳成为恋人，毅伟暗恋雅芳，而美玲则喜欢楚帆。后来，楚帆娶了美玲、毅伟娶了雅芳。不过几年后，楚帆和美玲选择离婚。
时至今日，他们三人创立的《起飞》唱片公司已是颇具规模的唱片公司；楚帆是公司的创意总监，而毅伟则是CEO。每当他们工作意见不合时，大卫就会充当二人的化解桥梁。
不幸的，面对竞争与转型的压力，《起飞》面对营运与财务危机。这时，楚帆的前妻美玲告知三人自己代表的公司想要拓展事业到东南亚，看上起飞唱片的潜质，所以愿意注资，但前提是，她要占四成的股份。大卫和毅伟担心美玲是否另有所图，因过去与楚帆的恩怨而想要报复，但楚帆却觉不可能，因两人是和平分手，而且自己没对不起她。美玲为了取得大卫与伟信任，不遗余力，最后终让大卫与伟放下戒心。其实，她真的不怀好意。目的是要独吞《起飞》；一切都是因为想要报仇。
有了资金，三人决定开音乐学校，大卫到台湾找暗恋多年的好友，邓雪莉（郭舒賢　飾），游说她回来当歌唱老师，栽培新人。雪莉是早期新谣歌手，之后辗转在港台发展，但却不如意。当大卫在台湾找到雪莉的时候，发现她竟在一间二流餐厅驻唱，且生活很潦倒。在大卫契而不舍的苦劝下，最后雪莉终被感动，答应回来新加坡。
雪莉的出现令美玲感到反感。因为雪莉被楚帆的才华吸引，不自觉的喜欢上他。她的出现也导致毅伟、楚帆与大卫失和，搞到《起飞》唱片公司一片混乱。美玲借机进来公司，表面说是帮忙，其实是展开夺取《起飞》唱片公司的计划。
美玲不甘在一场误会中被楚帆指责，她因爱生恨而宣言要打垮“起飞”唱片公司！ 为了达到目标，她企图挑拨三个好友之间的友谊，还拆散雅芳与毅伟之间的夫妻关系。大卫骤逝，令雪莉大受打击。美玲安慰雪莉，并将大卫的死归咎于毅伟与楚帆，雪莉为了报复，答应跟美玲联合，一起对付毅伟和楚帆。 毅伟和楚帆后来发现美玲的诡计，他们努力挽回公司但却失败了。他们虽然失去了唱片公司，但却再次找回当年的初衷，只要大家能继续坚持理想与信念，纵使“起飞”唱片走入历史，但新加坡创作／新谣之火却永不熄灭。
热情、梦想随着贪欲而即将灭亡。复杂的六人关系、累计多年的误会、伤口会平复呢？也许这会是新谣最后的印迹…

## 起飞《从心出发》演唱会
海蝶音乐、哇哇映画以及新传媒8频道首次联手举办跨媒体售票演唱会。取名为《从心出发》新谣传承演唱会，这场演唱会的启发来自于8频道的新谣电视剧《起飞》。我们会把剧中故事带到现代，在剧中和现实中办一场新谣演唱会。观众可以在《起飞》的最后一集里观看到演唱会的片段 。
演唱会主要概念是把新谣“传承”到下一代，继续发扬光大。这盛大的演唱会将聚集许多著名新谣歌手和现今的新加坡歌手。《起飞》电视剧演员，例如李铭顺、郭舒贤和林明伦也会参与演出。
众多艺人会在11月14日、晚上8点在The Max Pavilion – Singapore Expo 开唱（演唱会的前一天播放的是《起飞》第十六集）。

## 演員陣容

### 主要角色
| 演员   | 角色               | 介绍 | 登场集数                      |
| 李銘順 | 杨毅伟             | 46岁，雅芳的丈夫。高中时期插班生。年少与同学组成《起飞》新谣小组，年长成为《起飞》唱片公司执行老板，但他为了赚钱，忘了当初对新谣的热诚。妻子雅芳因女儿的事一直无法和他和解，造成两人婚姻关系破裂。 于第3集决定帮Alixia出专辑 于第5集和大卫带Alixia到台湾宣传专辑 于第20集辞去《起飞》唱片公司总裁位置 于第24集创立《原点》唱片公司 最后与雅芳为本地音乐论坛努力奋斗 某天接到Irene的电话，悬念结局 少年时期由黄超群饰演   | 全剧 1-10，12，15             |
| 鄭斌輝 | 江楚帆             | 46岁，Irene 美玲的前夫。昔日《起飞》新谣小组成员。词曲创作人，对自己要求很高，坚持不写媚俗的商业歌曲，但最终却曲高和寡，无法在事业上进展。曾和雅芳交往，后因误会而分手，后来娶了美玲。 于第4集为了让Alixia上节目而向Seven道歉 于杨毅伟辞职后，在Irene的带领下，事业达到巅峰 于第30集正式与Irene分手 最后加入《原点》唱片公司与承业合作 少年时期由徐彬饰演 少年时期歌唱时由李泓伸代唱                                     | 1-5,7-30 1-10，12，15         |
| 林明倫 | 罗大卫 （David）   | 46岁，昔日《起飞》新谣小组成员。家境富裕、为人幽默风趣，在楚帆、毅伟之间永远扮演着“调解人”的角色。深爱着邓雪莉，无怨无悔为她付出，只可惜雪莉只有感动，却没有心动。 于第5集和毅伟带Alixia到台湾宣传专辑 于第6集要求Jason让雪莉在EZ5驻唱 于第27集与雪莉结婚当天被世新开车撞死 少年时期由张家奇饰演 | 1-28 1-10，15                 |
| 許美珍 | 王雅芳             | 46岁，毅伟的妻子。昔日《起飞》新谣小组成员。为人温柔体贴，很有爱心。原本对毅伟全心付出，但因毅伟忙着公事和小女儿意外去世的事件没办法和毅伟和解，造成她跟毅伟的关系破裂。 于第10集原谅毅伟 最后与毅伟为本地音乐论坛努力奋斗 少女时期由罗美仪饰演 | 全剧 1-4，6-10，12            |
| 郭舒賢 | 邓雪莉 （Shirley） | 46岁，昔日的新谣歌手。高中时期与男友合组新谣小组，以演唱“邂逅”而出名，后来为了发展歌唱事业与男友分手，去了台湾发展却不成功。深深被罗大卫爱但她对大卫只有感激，却没有动心。 于第6集重遇大卫，并发现他委托Jason让她在EZ5驻唱 于第10集答应大卫返回新加坡并加入起飞当音乐老师 于第27集与大卫结婚，不料大卫为了将其推开而被世新开车撞死 于第29集诊断出怀了大卫的孩子 最后与Monica和好 少女时期由陈楚璇饰演 歌唱时由汤薇恩代唱 | 5-7,10-15,18-20,24-30 4-5，25 |
| 鄭秀珍 | 林美玲 （Irene）   | 46岁，楚帆的前妻。昔日《起飞》新谣小组成员。为人高傲、好胜，可以为了达到目的可以不择手段。为了接近楚帆不惜利用雅芳，最后成功打动楚帆的心，与她结婚但婚姻只维持了六年就结束。 于第9集决定投资起飞唱片公司 于第10集帮助毅伟和雅芳和好 于第28集尝试与楚帆和好却失败 于第30集转让《起飞》给外国买家，正式与楚帆分手 最后选择事业、放弃爱情，换来的是孤独 少女时期由陈蕙薰饰演                                                | 8-30 6，8-10，12              |

### 其他演員
| 演员   | 角色              | 介绍 | 登场集数              |
| 王俪婷 | Alixia Ong        | 25岁，《起飞》唱片公司旗下歌手。为人乐观，热爱音乐，很有自己的想法。为了理想努力不懈与《起飞》签合约，虽然一直没机会出唱片但她从不放弃。后来楚帆帮她写歌力捧为《起飞》歌手，毅伟就把她带到台湾宣传。 于第7集转约至《可爱的猫》唱片公司，并往台湾发展 | 1-7                   |
| 徐鸣杰 | 徐文杰            | 《起飞》唱片公司混音师。乐观、开朗，热爱音乐。参加《起飞》歌唱比赛而获得加入唱片公司，但因表现不理想，后转换跑道。喜欢Alixia，一直想着能到台湾找Alixia，对Alixia痴心。 最后与Carina在一起 | 1-6,11-25,29-30       |
| 崇喆   | 杨承业            | 杨毅伟、王雅芳之子。有抱负理想，爱音乐，喜欢创作。因母亲关系，对父亲有不满。起初对新谣有偏见，后来因为想追求Carina，接触了新谣，才改变了想法，接着进入《起飞》，成为全职音乐人。 | 全劇                  |
| 姚懿珊 | 方欣仪            | 35岁，曾是知名歌手。热爱唱歌、对感情执着。年轻时被毅伟栽培，对毅伟一往情深后因毅伟女儿过世的事心里有愧而解约，数年后为了毅伟再度加入《起飞》。 由于无法忘记杨毅伟而嗑毒品，于第22集向警方自首后被判2年监禁。 歌唱时由蔡违玲代唱 | 3,11,13-20,22         |
| 黎沸揮 | 黎老师            | 歌唱大赛评审，继续教导毅伟。 | 3-4,19,24-26,30       |
| 王裕香 | Monica            | 罗大卫之姐。 | 8,18,23-24,27-30      |
| 胡佳嬑 | 张彤萱 （Carina） | 《起飞》唱片公司实习生。聪慧可人，受到父母的影响，从小就喜欢新谣。后来有机会进入唱片公司当实习生。被承业追求，但却心仪文杰。本来只是想在创作上发展，但却误打误撞，被国际知名广告人相中，拍了汽水广告，结果在网路上爆红，成为媒体新宠儿，并被起飞签为歌手，栽培为新生代歌后。 最后与文杰在一起 歌唱时由陈佳琦代唱 | 8,9,11,14,16-25,29-30 |
| 李家慶 | 王建维            | | 8-17                  |
| 陈美心 | 梁美琪            | | 9-17,23,24            |
| 郭亮   | 魏年              | Everest Investment创办人。聪明、干练、做事俐落、极度理性的人。来自贫困家庭，白手起家，单身。多年在商场打拼，凭借锐利与精准的投资眼光，累计了财富。笃信用人不疑，疑人不用的原则，做事雷厉风行，在商场决策上为打击对手从不手软。Irene的顶头老板，非常赏识Irene，觉得她是能作出一番事业的人，对人性了解透彻，但有时却喜欢大智若愚，试探对手。凡事都逃不过他的眼睛，对Irene的一举一动了如指掌，不希望她被感情冲昏了理智。 | 15,17-19,24-30        |
| 张家奇 | 少年 罗大卫       | 饰演 少年罗大卫 |                       |
| 徐彬   | 少年 楚帆         | 饰演 少年楚帆 |                       |
| 黄超群 | 少年 毅伟         | 饰演 少年毅伟 |                       |
| 罗美仪 | 少年 雅芳         | 饰演 少年雅芳 |                       |

### 客串角色
| 演员                          | 角色       | 介绍                                                                                              | 登场集数 |
| 张永权                        | 大会司仪   | 《十大杰出青年颁奖典礼》大会司仪。                                                                | 1,25     |
| 王骏                          | 梅老板     | 有意与《起飞》唱片公司合作的伙伴，但因合作问题而为难楚帆。                                        | 1-2      |
| 刘冬青                        | 梅老板助理 | 梅老板助理。                                                                                      | 1-2      |
| 潘玮玲                        | 林娜       | 梅老板的干女儿。                                                                                  | 1-2      |
| 陈慧慧                        | 杨毅伟妈   | 杨毅伟母亲。毅伟少年时，母亲在一家疗养院住。毅伟时常往疗养院探访她并唱歌给疗养院听。 1996年已过世 | 1-2,6,12 |
| 王昱清                        | 院长       | 疗养院院长。毅伟在疗养院帮忙，后来请来楚帆与大卫。                                                | 1        |
| 沈志豪                        | 主持人     | 签约仪式主持人。                                                                                  | 1        |
| 伍洛毅                        | 记者       | 签约仪式记者，盘问毅伟为何楚帆缺席签约仪式及歌手争议。                                            | 1        |
| 黄彤                          | 记者       | 签约仪式记者，盘问毅伟为何楚帆缺席签约仪式及歌手争议。                                            | 1        |
| 吴加欣                        | 记者       | 签约仪式记者，盘问毅伟为何楚帆缺席签约仪式及歌手争议。                                            | 1        |
| 谢慧娴 （页面存档备份，存于） | Melody     | Monica的女兒，罗大卫的侄女。                                                                      | 18,25,29 |

## 電視原声帶
| 曲別   | 歌名         | 演唱者                                                                                    | 作詞            | 作曲                   | 编曲      | 制作人 / 混音       |
| 主题曲 | 好想告诉你   | 阿杜 / 杨梓艺（海蝶森林）                                                                 | 梁文福          | 梁文福                 | 杨奋郁    | 吴剑泓              |
| 插曲   | 梦想起飞     | Olivia Ong                                                                                | 陈佳明          | Olivia Ong & Will Peng | Will Peng | 陈佳明 （配唱制作） |
| 插曲   | 遗忘过去     | 张家奇、黄超群、李泓伸（海蝶森林）/ 张家奇、李泓伸 (海蝶森林) /李泓伸 (海蝶森林) / 黎沸挥 | 木子            | 巫启贤                 | 陈炯顺    | 吴剑泓              |
| 插曲   | 明知道       | 汤薇恩                                                                                    | 许美静 / 陈佳明 | 陈佳明                 | 黄志耀    | 吴剑泓              |
| 插曲   | 恋之憩       | 郑斌辉 /罗美仪 /Olivia Ong /李泓伸                                                        | 梁文福          | 梁文福                 | 吴剑泓    | 吴剑泓              |
| 插曲   | 遗憾         | 汤薇恩 / 高洁萍                                                                           | 陈佳明          | 陈佳明                 | 杨奋郁    | 吴剑泓              |
| 插曲   | 你的倒影     | 谢慧娴、周玮贤/ 黄超群、罗美仪 / 李泓伸、罗美仪                                           | 梁文福          | 梁文福                 | 吴剑泓    | 吴剑泓              |
| 插曲   | 心宇寂星     | 黄超群 / 崇喆                                                                             | 黄元成          | 许环良                 | 吴剑泓    | 吴剑泓              |
| 插曲   | 邂逅         | 汤薇恩、周玮贤 / 汤薇恩、蔡违玲                                                           | 黄惠贞          | 巫啟賢                 | 陈炯顺    | 吴剑泓              |
| 插曲   | 让夜轻轻落下 | 李泓伸 / 崇喆、李家慶、文慧如、陈美心                                                     | 梁文福          | 梁文福                 | 吴剑泓    | 不適用              |
| 插曲   | Endless Road | 崇喆                                                                                      | 林俊杰          | 林俊杰                 | 不適用    | 吴剑泓              |

### 電視原聲帶
一张《起飞》原声歌曲特辑在《重新出发》演唱会场外外预发布，随后在各大CD-Rama点购买。原声带共有3首原创歌曲以及19首反唱新遥歌曲。
| 曲序     | 曲目             |                | 作曲     | 演唱者                       | 时长    |
| -------- | ---------------- | -------------- | -------- | ---------------------------- | ------- |
| 1.       | 好想告诉你       | 梁文福         | 梁文福   | 阿杜                         | 4:06    |
| 2.       | 静静看着你       | 邢增华         | 黎沸揮   | 湯薇恩                       | 4:22    |
| 3.       | 快乐年轻人       | 何声蕙         | 郭渭棋   | 崇喆                         | 2:25    |
| 4.       | 遗忘过去         | 木子           | 巫啟賢   | 张家奇、黄超群、李泓伸       | 3:50    |
| 5.       | 你的倒影         | 梁文福         | 梁文福   | 周瑋賢、謝慧嫻               | 3:35    |
| 6.       | 邂逅             | 黄惠贞         | 巫啟賢   | 湯薇恩、周瑋賢               | 3:39    |
| 7.       | 写一首歌给你     | 梁文福         | 梁文福   | 李泓伸、陈蕙薰               | 3:21    |
| 8.       | 说时依旧         | 三毛           | 梁文福   | 罗美仪                       | 4:19    |
| 9.       | 水的话           | 梁文福         | 梁文福   | 陈蕙薰                       | 1:23    |
| 10.      | 恋之憩           | 梁文福         | 梁文福   | 李泓伸                       | 3:51    |
| 11.      | 从你回眸那天开始 | 梁文福         | 梁文福   | 林明倫                       | 4:25    |
| 12.      | 情谊藏心底       | 邢增华、巫啟賢 | 巫啟賢   | 高洁萍、黄丝敏               | 4:21    |
| 13.      | 让夜轻轻落下     | 梁文福         | 梁文福   | 崇喆、李家慶、文慧如、陈美心 | 2:29    |
| 14.      | 心宇寂星         | 黄元成         | 许环良   | 黃超群                       | 3:22    |
| 15.      | 细水长流         | 梁文福         | 梁文福   | 馮琬心                       | 3:19    |
| 16.      | 明知道           | 許美靜、陳佳明 | 陳佳明   | 湯薇恩                       | 4:32    |
| 17.      | 那一段日子       | 巫啟賢         | 巫啟賢   | 林岳正                       | 2:00    |
| 18.      | 我不难过         | 杨奋郁         | 李偲菘   | 蔡違玲                       | 5:08    |
| 19.      | 为了你           | 陳佳明         | 巫啟賢   | 崇喆、陳佳琦                 | 1:25    |
| 20.      | 遗憾             | 陳佳明         | 陳佳明   | 高洁萍                       | 1:31    |
| 21.      | Endless Road     | 林俊杰         | 林俊杰   | 崇喆                         | 1:39    |
| 22.      | 一生的爱         | 吴剑泓         | 林俊杰   | 陈美心                       | 2:04    |
| 总时长： | 总时长：         | 总时长：       | 总时长： | 总时长：                     | 1:08:48 |

## 轶事
- 这是郭舒賢离开新传媒后首次为新传媒拍摄的作品。
- 謝光華首次与劉健財联合监制。
- 李銘順至今参演过五部哇哇映画连续剧，而林明倫、徐鸣杰则是参演过三部。

## 奖项
此剧在红星大奖2016入围六项奖项。此剧也是五部“最佳电视剧”兼“最佳主题曲”的入围作品之一，连同《118》、《志在四方II》、《信约：我们的家园》及《虎妈来了》。
| 奖项                         | 奖项                        | 奖项           | 奖项 |
| 颁奖典礼                     | 奖项                        | 入围者         | 结果 |
| ---------------------------- | --------------------------- | -------------- | ---- |
| 红星大奖2016之幕后英雄颁奖礼 | 最佳宣传短片                | Delon Poh      | 提名 |
| 红星大奖2016 下半场          | 最佳主题曲 (《好想告诉你》) | 阿杜           | 提名 |
| 红星大奖2016 下半场          | 最佳男主角                  | 李铭顺         | 提名 |
| 红星大奖2016 下半场          | 最佳电视剧                  |                | 提名 |
| 红星大奖2016 庆功宴          | 最喜爱男角色                | 李铭顺         | 提名 |
| 红星大奖2016 庆功宴          | 最喜爱荧幕情侣              | 郑斌辉、郭舒贤 | 提名 |

## 註明
1. ↑  . Toggle. 2015年4月22日  [2015年5月27日]. （原始内容存档于2015年5月24日）.
2. ↑  . Toggle. 2015年4月26日. （原始内容存档于2015年12月10日）.
3. ↑  . Toggle. 2015年5月23日  [2015-05-27]. （原始内容存档于2015-05-27）.
4. ↑  . My Paper 我报. 2015年6月15日. （原始内容存档于2015年11月9日）.
5. ↑  . Toggle. 2015年6月24日  [2015年8月20日]. （原始内容存档于2016年1月10日）.
6. ↑  . Toggle. 2015年7月1日  [2015年8月20日].[永久]

## 電視節目的變遷
| 马来西亚 Astro双星、Astro双星HD 星期一至五 17:00 - 18:00       | 马来西亚 Astro双星、Astro双星HD 星期一至五 17:00 - 18:00 | 马来西亚 Astro双星、Astro双星HD 星期一至五 17:00 - 18:00 |
| -------------------------------------------------------------- | -------------------------------------------------------- | -------------------------------------------------------- |
|                                                                | 起飛 （2015.10.23 - 2015.12.03）                         |                                                          |
| 手牵手 （2015.09.25- 2015.10.22）                              | 志在四方II （2015.12.04 - 2016.01.18）                   |                                                          |
| 新加坡 新傳媒8頻道（SD / HD） 星期一至五 21:00 - 22:00         |                                                          |                                                          |
| 手牵手 （2015.09.25- 2015.10.22）                              | 起飛 （2015.10.23 - 2015.12.03）                         | 志在四方II （2015.12.04 - 2016.01.18）                   |
| 星期日 12:00 - 14:00                                           |                                                          |                                                          |
| 萬福樓 (2022.01.02-2022.03.13)有情有義 (2022.03.13-2022.06.12) | 起飛 (2022.06.19-2022.09.25)                             | 小娘惹 (2022.10.02-2023.03.12)                           |